# 登贝尼
登贝尼（法語：Dembeni，亦作，法語發音：[dɛmbeni]）是法国海外省马约特的一个市镇。

## 地理
登贝尼（12°50'37"S, 45°11'6"E）面积38.38 平方千米，位于法国海外省马约特。
与登贝尼接壤的市镇（或旧市镇、城区）包括：邦德雷莱、希龙吉、马穆楚、旺加尼。
登贝尼的时区为UTC+03:00。

## 行政
登贝尼的邮政编码为97660，INSEE市镇编码为97607。

## 政治
登贝尼所属的省级选区为登贝尼县，同时登贝尼也是该县的中央投票站所在地。

## 人口
登贝尼于2017时的人口数量为15848人。